# Klaudiusz Kaufmann
Klaudiusz Kaufmann (* 8. April 1978 in Gliwice) ist ein deutsch-polnischer Schauspieler. Seit 2015 spielt er Wiktor Król in der Fernsehserie Polizeiruf 110.

## Werdegang
Kaufmann studierte von 1998 bis 2002 an der Akademia Teatralna Warschau und erhielt 2001 ein Stipendium des polnischen Kulturministeriums. Nachdem er zunächst in mehreren polnischen Produktionen vor der Kamera stand, erhielt er 2009 in der Serie Pfarrer Braun erstmals eine Rolle in einer deutschsprachigen Produktion. Im folgenden Jahr stand er im deutsch-polnischen Spielfilm Hochzeitspolka vor der Kamera. Seit 2015 spielt er den Kommissar Wiktor Król in Polizeiruf 110 (Świecko), zunächst an der Seite von Maria Simon und Lucas Gregorowicz sowie seit 2022 bzw. 2023 an der Seite von André Kaczmarczyk, Gisa Flake und Frank Leo Schröder.

## Filmografie (Auswahl)
- 2009: Pfarrer Braun – Kur mit Schatten; Regie Wolfgang F. Henschel
- 2011: Großstadtrevier – Freifahrt; Regie Jan Ruzicka
- 2011: Polizeiruf 110: Feindbild; Regie Eoin Moore
- 2012: Spies of Warsaw; Regie Coky Giedroyć (BBC)
- 2014: Schmidt. Eine Geschichte der deutschen Provinz (Kurzfilm); Regie Clemens Beier
- 2014: Passing bells; Regie Brendan Maher (BBC)
- 2015: Polizeiruf 110: Grenzgänger; Regie Jakob Ziemnicki
- 2016: Polizeiruf 110: Der Preis der Freiheit; Regie Stephan Rick
- 2017: Polizeiruf 110: Muttertag
- 2017: Polizeiruf 110: Das Beste für mein Kind
- 2018: Polizeiruf 110: Der Fall Sikorska
- 2019: Polizeiruf 110: Heimatliebe
- 2019: Polizeiruf 110: Tod einer Journalistin
- 2021: Polizeiruf 110: Hermann
- 2022: Polizeiruf 110: Hildes Erbe
- 2022: Polizeiruf 110: Abgrund
- 2023: Polizeiruf 110: Der Gott des Bankrotts
- 2024: Polizeiruf 110: Schweine
- 2024: Polizeiruf 110: Wasserwege
- 2025: Polizeiruf 110: Spiel gegen den Ball
- 2025: Neuer Wind im Alten Land: Erntezeit

## Kino
- 2010: Hochzeitspolka; Regie Lars Jessen
- 2010: Joanna; Regie Feliks Falk
- 2012: Hans Kloss. Stawka większa niż śmierć; Regie Patryk Vega
- 2024: Die Ermittlung